# Bílá, Liberec
Bílá là một làng thuộc huyện Liberec, vùng Liberecký, Cộng hòa Séc.